# Zützen (Golßen)
Zützen (niedersorbisch Žytceń) ist ein Ortsteil der Stadt Golßen des Amtes Unterspreewald im Landkreis Dahme-Spreewald in Brandenburg.

## Geografie
Der Ort liegt 4 Kilometer südöstlich von Golßen und 17 Kilometer westlich von Lübben (Spreewald). Die Nachbarorte sind Rietzneuendorf, Waldow/Brand, Forsthaus Schenze und Gersdorf im Nordosten, Reichwalde im Osten, Wilhelmshof, Kasel-Golzig und Zauche im Südosten, Jetsch im Süden, Sagritz und Falkenhain im Südwesten sowie Landwehr, Fischerhaus, Golßen und Prierow im Nordwesten.

## Geschichte
Die erste urkundliche Erwähnung des Ortes findet sich im Jahr 1359. Der Name wird darin mit Zchuczin angegeben. Die Güter Zützen und Wendisch-Gersdorff gehörten im 17. Jahrhundert der Familie von Klitzing. 1651 erheiratete sie der königlich schwedische Oberst Herbert von Droste zu Möllenbeck, ein Bruder von Everwin von Droste zu Möllenbeck (aus einer Seitenlinie der westfälischen Adelsfamilie Droste zu Hülshoff). Dessen älterer Sohn Albert Leopold wurde sein Nachfolger, sein jüngster Sohn, der sächsische General Johann Eberhard von Droste-Zützen, erheiratete die Güter Reddern (wo er die Flachskirche erbaute) und Grebendorf. Der Sohn und Nachfolger von Albert Leopold, Johann Leopold II. von Droste zu Zützen, der die Tochter des o. g. Generals auf Gut Reddern geheiratet hatte, verkaufte Gut Zützen. Die Begüterung ging 1749 an die Enkeltochter des Ernst Friedrich von Schlomach, an Eva Luise von Schlomach (1726–1813), Ehefrau des Carl von Kleist, die durch Georg Wenzeslaus von Knobelsdorff das prächtige Barockschloss Zützen errichten ließ, das im Mai 1945 – vermutlich infolge von Brandstiftung – bis auf die Grundmauern niederbrannte.
Ab dem 1879 erstmals veröffentlichten Generaladressbuch der Rittergutsbesitzer für Preußen und somit für die Provinz Brandenburg können amtliche Daten für die Größe der Besitzungen nachgewiesen werden. Zum Schloss Zützen der Grafen von Kleist. gehörte Schenkendorf und Sagritz sowie das einstige Wendisch Gersdorf, heute Gersdorf. Eigentümer war zur Zeit der genannten Publikation Heinrich Leopold Graf von Kleist, Rittmeister beim Eliteregiment des Gardes du Corps, zudem Ehrenritter des Johanniterordens. Der Majoratsherr saß auch im Vorstand des 1858 gegründeten Familienverbandes in Form einer Stiftung. Da er ohne Nachfahren blieb, erbte sein Neffe Hauptmann Ewald Graf Kleist-Zützen (1861–1924). Der Hauptmann a. D. war wie viele Grundbesitzer in der Deutschen Dendrologischen Gesellschaft, dem international hoch anerkannten Fachverband der modernen Waldbesitzer. Dessen Neffe Hans Joachim von Kleist wiederum übernahm dann die Besitzungen um Zützen und war Mitglied der Deutschen Adelsgenossenschaft. Der preußische Grafentitel, nach der Verleihung der Erstgeburt, war an das 1840 als Diplom an das extra gestiftete Fideikommiss Zützen gebunden. Im letztmals vor der großen Wirtschaftskrise publizierten Landwirtschaftlichen Adressbuch sind für das Rittergut Zützen (672 ha) mit den Rittergütern Gersdorf (383 ha), Sagritz (272 ha) und Schenkendorf (896 ha) ausgewiesen. Alle vier Güter hatten einen einzelnen Verwalter. Ökonomischer Schwerpunkt war die Schafswirtschaft. Graf Kleist absolvierte daher vorab eine landwirtschaftliche Ausbildung, wurde im Krieg als Artillerie-Offizier an der Ostfront schwer verwundet und geriet später in englische Kriegsgefangenschaft. Die Enteignung folgte mit der Bodenreform. Neben dem Rittergut gab es in Zützen drei weitere Landwirtschaftsbetriebe, den von Minna Noack, Gotthold Kretschmann sowie Gotthilf Piesnack.

## Kultur und Sehenswürdigkeiten
Die Dorfkirche Zützen ist spätmittelalterlichen Ursprungs. Das ehemalige Herrenhaus Schloss Kleistensitz wurde 1758 fertiggestellt und angeblich von Georg Wenzeslaus von Knobelsdorff entworfen. Es brannte nach Kriegsende 1945 bis auf die Grundmauern nieder, die Mauern wurden 1946 abgebrochen, 1970 geschah dies auch mit den Kellergewölben. Der ehemalige Wassergraben ist noch vorhanden.

## Persönlichkeiten
- Johann Eberhard von Droste zu Zützen (1662–1726), sächsischer Generalleutnant, in Zützen geboren
- Leopold von Kleist (1752–1830), sächsischer Oberst, in Zützen geboren und gestorben